# Kamran Məmmədov
Kamran Məmmədov (né le 12 mars 1990) est un lutteur azerbaïdjanais.

## Palmarès

### Golden Grand Prix de lutte
- Médaille d'or en catégorie des moins de 60 kg en 2013
- Médaille d'or en catégorie des moins de 60 kg en 2012
- Médaille d'argent en catégorie des moins de 66 kg en 2015
- Médaille de bronze en catégorie des moins de 59 kg en 2014
- Médaille de bronze en catégorie des moins de 60 kg en 2011

### Championnats d'Europe
- Médaille de bronze en catégorie des moins de 60 kg en 2013 à Tbilissi
- Médaille de bronze en catégorie des moins de 59 kg en 2014 à Vantaa
- Médaille de bronze en catégorie des moins de 66 kg en 2016 à Riga

### Universiade
- Médaille d'argent en catégorie des moins de 60 kg en 2013 à Kazan